# Стринжа Віктор Кирилович
Віктор Кирилович Стринжа (4 жовтня 1936, Глиниця — 30 вересня 2019, Київ) — український правознавець-криміналіст, судовий експерт, педагог. Кандидат юридичних наук (1969), доцент. Заслужений юрист України (1993). Здійснив суттєвий внесок у створення окремої науки про судову експертизу — судової експертології.
Майже 20 років — науковий співробітник та педагог Київського державного університету імені Тараса Шевченка (1963—1981). Понад 15 років — директор Київського науково-дослідного інституту судових експертиз (1981—1997), реформатор його структури. Учень професора Михайла Сегая.

## Життєпис
Народився 4 жовтня 1936 року в селі Глиниця на Житомирщині.
У 1959 році закінчив юридичний факультет Київського державного університету імені Тараса Шевченка (КДУ). Відтоді ж — на комсомольській роботі.
З 1963 року — науковий співробітник та педагог юридичного факультету КДУ імені Тараса Шевченка. З 1966 року — прокурор відділу прокуратури УРСР. У 1969 році повернувся до КДУ на посаду старшого викладача, здобув науковий ступінь кандидата юридичних наук, захистивши дисертацію на тему «Первоначальные следственные действия при расследовании нарушений правил безопасности движения и эксплуатации автотранспорта: по материалам УССР».
У 1970-х роках — доцент новоствореної кафедри криміналістики під керівництвом професора Віталія Лисиченка, заступник декана юридичного факультету Павла Матишевського. З 1981 року — директор Київського науково-дослідного інституту судових експертиз.

Могила Віктора Стринжі, Байкове кладовище

У 1997 році вийшов на пенсію, періодично публікував наукові роботи. Помер на 83-му році життя 30 вересня 2019 року. Похований разом із дружиною в колумбарії Байкового кладовища (50°24′57.83″ пн. ш. 30°30′10.8″ сх. д. / 50.4160639° пн. ш. 30.503000° сх. д.).
Донька — суддя Касаційного кримінального суду у складі Верховного Суду України (2017—2024) Ірина Григор'єва. У 2023 році фігурувала у справі отримання хабаря Головою Верховного Суду Всеволодом Князєвим.

## Наукова та організаторська діяльність
Здійснив суттєвий внесок у створення окремої науки про судову експертизу — судової експертології. Постійний співавтор та учень професора Михайла Сегая, спільно з яким, зокрема, запропонував визначення поняття «експертна технологія», виділив три основні комплексні методики криміналістичного дослідження документів: сумативну, інтегративну та сумативно-інтегративну.
Доктор юридичних наук Елла Сімакова-Єфремян у 2018 році дослідила пропозиції Сегая-Стринжі щодо поняття міжгалузевого предмета судово-експертного знання:
|  | Зокрема, ними відзначається, що матеріальні сліди-відображення як онтологічна база ретроспективного пізнання події, яка розслідується, складають основу сутності предмета судової експертизи як сфери наукового пізнання. Саме для цілей наукового дослідження формуються комплекси експертної техніки та предметні судово-експертні галузі знань і методики відповідних видів судових експертиз. |

Професор Сімакова-Єфремян додала, що ідеї науковців були розвинуті в роботах низки колег, але й викликали категоричну незгоду, наприклад, з боку доктора юридичних наук Миколи Селіванова.
Науковий доробок Віктора Стринжі був проаналізований або згаданий у низці друкованих видань, зокрема «Юридичній енциклопедії», декількох науково-методичних збірниках «Криміналістика і судова експертиза» тощо.
З 1963 по 1965 роки — депутат Радянської районної ради міста Києва, з 1987 по 1991 роки — Шевченківської районної ради. Заступник голови Координаційного бюро з проблем криміналістики, юридичної психології та судових експертиз Національної академії правових наук України, член Ради Спілки юристів України.
На посаді директора Київського науково-дослідного інституту судових експертиз виступив реформатором закладу. За очільництва Віктора Стринжі були створені товарознавчі, будівельно-технічні, судово-економічні, комп'ютерні, фоноскопічні та лазерні дослідження, Тернопільське відділення інституту. За успішне керування інститутом та наукові досягнення у 1993 році був нагороджений званням «Заслужений юрист України».

## Науковий доробок (частковий)
- Предварительные действия органа дознания (следователя) по делам о нарушениях правил безопасности движения и эксплуатации автомототранспорта / В. К. Стринжа // Криминалистика и судебная экспертиза. Вып. 3. — К. : РИО МООП УССР / отв. ред. В. П. Колмаков, 1966. — С. 30-37
- Первоначальные следственные действия при расследовании нарушений правил безопасности движения и эксплуатации автотранспорта: по материалам УССР: диссертация кандидата юридических наук : 12.00.00 / В. К. Стринжа. — Киев, 1968. — 372 с.
- Личность как объект криминалистической идентификации / В. К. Стринжа // Криминалистика и судебная экспертиза. Вып. 24. — К. : Вища шк. / отв. ред. А. Е. Яворский, 1982. — С. 11-18
- Актуальные проблемы экспертной технологии в условиях НТР / М. Я. Сегай, В. К. Стринжа // Криминалистика и судебная экспертиза. Вып. 29. — К. : Вища шк. / отв. ред. А. Е. Яворский, 1984. — С. 3-7
- О структуре экспертного познания / М. Я. Сегай, В. К. Стринжа // Криминалистика и судебная экспертиза. Вып. 31. — К. : Вища шк. / отв. ред. С. И. Рудик, 1985. — С. 3-8
- Криминалистическая характеристика изнасилований / И. А. Николайчук, В. К. Стринжа // Криминалистика и судебная экспертиза. Вып. 35. — К. : Вища шк. / отв. ред. С. И. Рудик, 1987. — С. 44-50
- Типология экспертных задач: методологические аспекты / М. Я. Сегай, В. К. Стринжа // Криминалистика и судебная экспертиза. — К., 1988. — Вып. 37. — С. 10–11
- Проблемы полноты использования научно-технических возможностей в расследовании / В. К. Стринжа, В. П. Бахин, Н. С. Карпов // Криминалистика и судебная экспертиза. Вып. 38. — К. : Вища шк. / отв. ред. В. Ф. Бойко, 1989. — С. 30-37
- К вопросу о подготовке экспертов / Н. И. Клименко, В. К. Стринжа // Криминалистика и судебная экспертиза. Вып. 39. — К. : Вища шк. / отв. ред. В. Ф. Бойко, 1989. — С. 24-28
- Проблемы судебной экспертизы в свете правовой реформы / В. К. Стринжа, Г. М. Надгорный, М. Я. Сегай // Криминалистика и судебная экспертиза. Вып. 40. — К. : Вища шк. / отв. ред. В. Ф. Бойко, 1990. — С. 3-7
- Предмет судебной экспертизы материальных следов преступления / М. Я. Сегай, В. К. Стринжа // Криминалистика и судебная экспертиза. Вып. 43. — К. : Лыбидь / отв. ред. В. С. Стефанюк, 1991. — С. 32-42
- Судебная экспертиза материальных следов преступления: методы решения основних классов экспертных задач / М. Я. Сегай, В. К. Стринжа // Криминалистика и судебная экспертиза. — К., 1992. — Вып. 45. — С. 3–14.
- До питання про змагальність у судово-експертній діяльності / В. К. Стринжа, Г. М. Надгорний, М. Я. Сегай // Правова система України: теорія і практика: тези доп. і наук. повідомл. наук.-практ. конф., Київ, 7-8 жовт. 1993 р. — Київ: Друкарня МВС України, 1993. — С. 447—448
- Процесуальні питання використання спеціальних знань у кримінальному судочинстві (до розробки нового КПК України) / В. К. Стринжа // Вісник Академії правових наук України. № 2. — Х. : Основа, 1994. — С. 148—154
- Концептуальні засади судово-експертного дослідження матеріальних слідів злочину / М. Я. Сегай, В. К. Стринжа // Вісник Академії правових наук України. № 3. — Х. : Б. и., 1995. — С. 158—166
- Недоліки законодавства про використання спеціальних знань у кримінальному і цивільному процесах, пов'язані з порушенням вимог законодавчої техніки / Г. М. Надгорний, В. К. Стринжа, М. Я. Сегай // Концепція розвитку законодавства України: матеріали наук.-практ. конф. : трав. 1996 р., Київ / Ін-т законодавства Верхов. Ради України. — Київ: Ін-т законодавства Верхов. Ради України, 1996. — С. 412—414.
- Судебная экспертиза материальных следов-отображений / М. Я. Сегай, В. К. Стринжа. — К.: Ін Юре, 1997. — 173 с.